# Mordechaj Jogev
Mordechaj Jogev, neformálně Moti Jogev (hebrejsky  מרדכי יוגב nebo מוטי יוגב‎, * 22. února 1956 Haifa, Izrael), je izraelský politik a poslanec Knesetu za stranu Židovský domov.

## Biografie
Narodil se v Haifě, bydlí v izraelské osadě Dolev poblíž Jeruzaléma (podle jiného zdroje v obci Modi'in). Je ženatý, má deset dětí (jiný zdroj uvádí devět dětí) a podle stavu z roku 2013 i deset vnoučat. Absolvoval ješivu Merkaz ha-rav a vystudoval politologii na Haifské univerzitě. Pak působil jako zástupce starosty Oblastní rady Mate Binjamin. Zastával také funkci generálního tajemníka hnutí Bnej Akiva. Dlouhodobě zastával posty v Izraelské armádě, kde dosáhl hodnosti poručíka a byl velitelem speciální jednotky Maglan. Už v parlamentních volbách roku 2006 uvažoval o kandidatuře, i kvůli nesouhlasu s procesem jednostranného stažení Izraele z Gazy. Nakonec se ovšem rozhodl pro aktivitu v Oblastní radě Mate Binjamin. Po skončení mandátu kandidoval do Knesetu.
Ve volbách v roce 2013 byl zvolen do Knesetu za stranu Židovský domov. V rozhovoru po svém zvolení do Knesetu ohlásil, že se hodlá zaměřovat na témata spojení sionismu a Tóry, sociální spravedlnosti a podpory izraelských osad na Západním břehu Jordánu. Podpořil větší zapojení izraelských Arabů a ultraortodoxních Židů do Izraelské armády v rámci všeobecné vojenské povinnosti (z níž byli dosud vyjmuti), ale postupnými kroky, nikoliv silou. Odmítá dohodu s Palestinci, která by znamenala vznik palestinského státu, prosazuje naopak postupnou anexi celého Západního břehu Jordánu Izraelem.
Mandát obhájil rovněž ve volbách v roce 2015.